# Svetovno prvenstvo v nogometu 2010
Svetovno prvenstvo v nogometu 2010 (uradno 2010 FIFA World Cup South Africa) se je odvijalo v Južni Afriki med 11. junijem in 11. julijem 2010. Prvenstvo 2010 je bilo 19. svetovno prvenstvo po vrsti. Južna Afrika je bila kot gostiteljica potrjena maja 2004 po kandidaturi Egipta, Maroka, Libije in Tunizije (skupna kandidatura) in Južne Afrike. To prvenstvo je bilo prvo, ki ga je gostila članica Afriške nogometne zveze (CAF), s čimer edina celinska nogometna konfederacija še brez organizacije prvenstva ostaja Nogometna konfederacija Oceanije. 
Na prvenstvu se je med seboj pomerilo 32 držav, ki so se po kvalifikacijah, v katerih so se med seboj pomerile 203 reprezentance različnih držav sveta, uvrstile na zaključni turnir prvenstva. To prvenstvo je tako kot prejšnje obdržalo pravilo, ki določa, da aktualni svetovni prvak v nogometu (v tem primeru Italija) na tekmovanje ni uvrščen vnaprej, pač pa mora ravno tako uspešno preiti kvalifikacije.
Žreb skupin je potekal 4. decembra 2009 v Cape Townu. Prva tekma svetovnega prvenstva je potekala med reprezentancama Južne Afrike in Mehike 11. junija v Johannesburgu, rezultat je bil 1–1. Finale je potekal natanko mesec dni kasneje, 11. julija 2010 prav tako v Johannesburgu. Svoj prvi naslov v zgodovini je osvojila Španija, ki je po podaljšku z 1–0 premagala Nizozemsko.

## Izbira gostiteljice
Afrika je bila izbrana za gostiteljico Svetovnega prvenstva 2010 kot del nove strategije enakomerne rotacije dogodka med celinskimi nogometnimi konfederacijami (ki pa je bila kasneje ukinjena oktobra 2007). Pet afriških držav se je potegovalo za organizacijo:
- Egipt
- Libija /  Tunizija (skupna kandidatura)
- Maroko
- Južna Afrika

Po odločitvi Vrhovnega komiteja Fife, da skupne kandidature niso dovoljene, je Tunizija svojo kandidaturo umaknila. Komite se je nato odločil, da samostojne kandidature Libije več ne upošteva, ker ni več zadoščala vsem kriterijem. 
Po enem krogu glasovanja je predsednik Fife Sepp Blatter na medijski konferenci oznanil zmagovalno državo 15. maja v Zürichu. Južna Afrika je bila nagrajena s pravico organizacije, ko je po glasovanju premagala Maroko in Egipt. 
Rezultati:
1. Južna Afrika, 14 glasov
2. Maroko, 10 glasov
3. Egipt, 0 glasov

 Tunizija umaknila kandidaturo 8. maja 2004, ker skupne kandidature niso bile dovoljene
 Libija zavrnjena kandidatura: kandidat ni zadoščal vsem kriterijem in skupna kandidatura ni bila dovoljena

## Kvalifikacije
Kot gostiteljica je bila Južna Afrika avtomatično uvrščena na prvenstvo. Kakorkoli, Južna Afrika je postala prva gostiteljica, ki je sodelovala v kvalifikacijah za prvenstvo od leta 1934. To je storila zato, ker so kvalifikacije štele tudi za uvrstitev na Afriški pokal narodov 2010, za katerega se je morala Južna Afrika kvalificirati posebej. Kot pred štirimi leti se tudi tokrat branilci naslova Italijani na prvenstvo niso uvrstili avtomatično. 
Predhodni žreb za Svetovno prvenstvo 2010 se je 25. novembra 2007 odvil v Durbanu, Južna Afrika. 
Žreb skupin za prvenstvo je potekal v Cape Townu, Južna Afrika, na dan 4. decembra 2009 v Mednarodnem konvencijskem centru Cape Town. 

### Uvrščene države
| AFC (4) - Avstralija - Japonska - Severna Koreja - Južna Koreja CAF (5+1) - Alžirija - Kamerun - Slonokoščena obala - Gana - Nigerija - Južna Afrika | CONCACAF (3) - Honduras - Mehika - ZDA CONMEBOL (5) - Argentina - Brazilija - Čile - Paragvaj - Urugvaj OFC (1) - Nova Zelandija | UEFA (13) - Danska - Anglija - Francija - Nemčija - Grčija - Italija - Nizozemska - Portugalska - Srbija - Slovaška - Slovenija - Španija - Švica |  |

Prvič v zgodovini se je pripetilo, da na prvenstvu ni bilo nobenega debitanta, čeprav sta Slovaška in Srbija na prvenstvu predhodno nastopili le kot dela bivših držav. V obeh primerih Fifa priznava reprezentanco kot naslednico bivše državne reprezentance, s čimer tudi de facto ni bilo nobenega debitanta na prvenstvu. 
Fifa je 26. novembra 2009 posvarila Čile, da mu bo odvzela mesto na mundialu. Lokalni čilenski klub Rangers je namreč skušal na državnih sodiščih doseči, da ne bi izpadel v nižjo ligo, ker je na igrišče poslal neregistriranega igralca. Fifa močno nasprotuje vladnemu vmešavanju v nogometu in je zatorej ukazala Čilenski nogometni zvezi, da slednja reši zadevo v 72 urah ali jo doleti primerna kazen, lahko celo suspenz. Dan po svarilu je klub Rangers opustil tožbo in sprejel izpad v nižjo ligo, s čimer je zadeva doživela svojo rešitev brez neželjenih sankcij in Čile je ohranil svoje mesto na prvenstvu. 

## Nagradni sklad in izplačila klubom
Skupni nagradni sklad, na voljo za potrebe prvenstva, je potrdila Fifa in znaša 420 milijonov dolarjev, kar je 60% več kot na prejšnjem prvenstvu v Nemčiji.  Pred prvenstvom je vsaka sodelujoča reprezentanca prejela 1 milijon dolarjev, namenjenih za stroške priprav. Nadalje, reprezentance, ki bodo izpadle že po skupinskem delu, bodo prejele 8 milijonov dolarjev, od tam dalje bo nagradni denar deljen po naslednjem ključu:
- 9 milijonov dolarjev prejmejo reprezentance, izpadle v osmini finala.
- 18 milijonov dolarjev prejmejo reprezentance, izpadle v četrtfinalu.
- 20 milijonov dolarjev prejmeta reprezentanci, izpadli v polfinalu.
- 24 milijonov dolarjev prejme reprezentanca, izpadla v finalu.
- 30 milijonov dolarjev prejme reprezentanca zmagovalka.

Prvenstvo bo prvo v zgodovini tudi v izplačilih matičnim klubom. Tako bo vsak matični klub za vsakega svojega igralca, ki bo na prvenstvu zastopal svojo državo, prejel po 1.000 evrov na dan. Skupaj tako izplačila za vse igralce znašajo 26 milijonov evrov.  To novost so organizatorji vpeljali kot odgovor na pretekle očitke oškodovanih klubov, ki so ostali brez svojih igralcev, če so se ti poškodovali na prvenstvu med igranjem za svoje državne barve. 

## Maskota
Uradna maskota Svetovnega prvenstva v nogometu 2010 je Zakumi, leopard z zelenimi lasmi. Njegovo ime izvira iz "ZA", kar je mednarodna dvočrkovna kratica za Južno Afriko, in "kumi", besede, ki v različnih afriških jezikih pomeni "deset". 

## Žoga
Uradna žoga prvenstva se imenuje Jabulani, izdelal jo je Adidas. Beseda »jabulani« sicer v zulujščini pomeni »prinašajoč veselje vsakomur«. Tehnološko napredno žogo je zelo zaznamovala številka 11: to je bila enajsta žoga, ki jo je razvil nemški gigant športne opreme Adidas, na njej je enajst barv (po ena za vsakega igralca na igrišču), prav tako je v Južni Afriki enajst uradnih jezikov in enajst plemenskih skupnosti. Prvenstvo se bo tudi začelo 11. junija in končalo 11. julija. 

## Prizorišča
Leta 2005 so organizatorji izdali začasen seznam trinajstih prizorišč za priredbo prvenstva: Bloemfontein, Kaapstad, Durban, Johannesburg (2x), Kimberley, Nelspruit, Orkney, Polokwane, Port Elizabeth, Pretoria (2x) in Rustenburg. Ta seznam so skrčili na 10 prizorišč , ki jih je FIFA uradno oznanila 17. marca 2006.
Raziskave so pokazale, da nadmorska višina višje ležečih prizorišč vpliva na let žoge in predstave igralcev, kar pa je Fifin izvedenec za medicino zavrnil.  Šest od desetih stadionov se nahaja na nadmorski višini nad 1200 m, najvišjo nadmorsko višino so izmerili pri obeh stadionih v Johannesburgu (Soccer City in Ellis Park Stadium), oba ležita na približno 1750 m nad morsko gladino.  Vrstni red stadionov po padajoči nadmorski višini je: Soccer City in Ellis Park Stadium (1753 m), Royal Bafokeng Stadium (1500 m), Free State Stadium (1400 m), Peter Mokaba Stadium (1310 m), Loftus Versfeld Stadium (1214 m), Stadion Mbombela (660 m), Cape Town Stadium, Moses Mabhida Stadium in Nelson Mandela Bay Stadium (ok. 0 m).
| Johannesburg                                           | Kaapstad | Durban | Johannesburg                                           |
| ------------------------------------------------------ | --- | --- | ------------------------------------------------------ |
| Soccer City                                            | Cape Town Stadium2 | Moses Mabhida Stadium1 | Ellis Park Stadium                                     |
| 26°14′5.27″S 27°58′56.47″E / 26.2347972°S 27.9823528°E | 33°54′12.46″S 18°24′40.15″E / 33.9034611°S 18.4111528°E                                                                                      | 29°49′46″S 31°01′49″E / 29.82944°S 31.03028°E                                                                                                | 26°11′51.07″S 28°3′38.76″E / 26.1975194°S 28.0607667°E |
| Kapaciteta: 84.490                                     | Kapaciteta: 64.100 | Kapaciteta: 62.760 | Kapaciteta: 55.686                                     |
|                                                        | | |                                                        |
| Pretoria                                               | JohannesburgDurbanCape Town PretoriaPort ElizabethBloemfonteinPolokwaneRustenburg NelspruitSvetovno prvenstvo v nogometu 2010 (Južna Afrika) | JohannesburgDurbanCape Town PretoriaPort ElizabethBloemfonteinPolokwaneRustenburg NelspruitSvetovno prvenstvo v nogometu 2010 (Južna Afrika) | Port Elizabeth                                         |
| Loftus Versfeld Stadium                                | JohannesburgDurbanCape Town PretoriaPort ElizabethBloemfonteinPolokwaneRustenburg NelspruitSvetovno prvenstvo v nogometu 2010 (Južna Afrika) | JohannesburgDurbanCape Town PretoriaPort ElizabethBloemfonteinPolokwaneRustenburg NelspruitSvetovno prvenstvo v nogometu 2010 (Južna Afrika) | Nelson Mandela Bay Stadium                             |
| 25°45′12″S 28°13′22″E / 25.75333°S 28.22278°E          | JohannesburgDurbanCape Town PretoriaPort ElizabethBloemfonteinPolokwaneRustenburg NelspruitSvetovno prvenstvo v nogometu 2010 (Južna Afrika) | JohannesburgDurbanCape Town PretoriaPort ElizabethBloemfonteinPolokwaneRustenburg NelspruitSvetovno prvenstvo v nogometu 2010 (Južna Afrika) | 33°56′16″S 25°35′56″E / 33.93778°S 25.59889°E          |
| Kapaciteta: 42.858                                     | JohannesburgDurbanCape Town PretoriaPort ElizabethBloemfonteinPolokwaneRustenburg NelspruitSvetovno prvenstvo v nogometu 2010 (Južna Afrika) | JohannesburgDurbanCape Town PretoriaPort ElizabethBloemfonteinPolokwaneRustenburg NelspruitSvetovno prvenstvo v nogometu 2010 (Južna Afrika) | Kapaciteta: 42.486                                     |
|                                                        | JohannesburgDurbanCape Town PretoriaPort ElizabethBloemfonteinPolokwaneRustenburg NelspruitSvetovno prvenstvo v nogometu 2010 (Južna Afrika) | JohannesburgDurbanCape Town PretoriaPort ElizabethBloemfonteinPolokwaneRustenburg NelspruitSvetovno prvenstvo v nogometu 2010 (Južna Afrika) |                                                        |
| Polokwane                                              | Nelspruit | Bloemfontein | Rustenburg                                             |
| 23°55′29″S 29°28′08″E / 23.924689°S 29.468765°E        | 25°27′42″S 30°55′47″E / 25.46172°S 30.929689°E                                                                                               | 29°07′02.25″S 26°12′31.85″E / 29.1172917°S 26.2088472°E                                                                                      | 25°34′43″S 27°09′39″E / 25.5786°S 27.1607°E            |
| Peter Mokaba Stadium                                   | Stadion Mbombela | Free State Stadium | Royal Bafokeng Stadium                                 |
| Kapaciteta: 41.733                                     | Kapaciteta: 40.929 | Kapaciteta: 40.911 | Kapaciteta: 38.646                                     |

Stadiona sta znana tudi pod imenom:
- ^1 Durban Stadium
- ^2 Green Point Stadium

Poleg uradnih prizorišč prvenstva so organizatorji posodobili še naslednje stadione, ki tako zdaj ustrezajo Fifinim standardom:
| - Cecil Payne Stadium - Dobsonville Stadium - Gelvandale Stadium - Giant Stadium - HM Pitje Stadium - King Zwelithini Stadium - Olympia Park Stadium - Orlando Stadium | - Princess Magogo Stadium - Rabie Ridge Stadium - Rand Stadium - Ruimsig Stadium - Seisa Ramabodu Stadium - Sugar Ray Xulu Stadium - Super Stadium |

## Priprave
Za prvenstvo so organizatorji na novo zgradili pet stadionov (tri nove tekmovalne objekte in dva nova trening objekta), pet stadionov so posodobili in povečali. Stroške izgradnje infrastrukture ocenjujejo na 720 milijonov evrov (1077 milijard ameriških dolarjev). 
Poleg prenove nogometne infrastrukture so se organizatorji lotili tudi prenove infrastrukture javnega prometa v različnih mestih. Tako so začeli številne projekte, med drugim projekt Gautrain in zagon novega sistema Bus Rapid Transit (BRT), imenovanega Rea Vaya.  Danny Jordaan, predsednik organizacijskega komiteja, zadolženega za organizacijo Svetovnega prvenstva, je dejal, da pričakuje, da bodo dela na vseh nogometnih objektih dokončana do oktobra 2009. 
Država se je prav tako vrgla v projekt vpeljave posebnih ukrepov, ki bi zagotovili varnost lokalnih in mednarodnih turistov, ki bodo obiskovali tekme, vse v skladu s standardnimi zahtevami Fife. 

### Stavka delavcev
8. julija 2009 je 70.000 gradbenih delavcev, ki so opravljali delo na nogometnih objektih, odkorakalo z delovnega mesta. Večina delavcev je prejemala 2500 randov na mesec (okoli 224 evrov), vendar združenja trdijo, da so bili nekateri delavci krepko podplačani, saj naj bi prejemali le 40 R (okoli 3,4 evra) na teden. Govornik Narodnega združenja rudniških delavcev je televizijski hiši SABC povedal, da se bo stavka po načelu »brez plač ne bomo delali« nadaljevala, dokler ne bo Fifa organizatorjev kaznovala. Ostala združenja so celo grozila z nadaljevanjem stavke do leta 2011. Organizacijski komite je stavko podcenjeval in izrazil samozavest, da bodo objekti nared. 

## Govorice o selitvi prvenstva
Med letoma 2006 in 2007 so v različnih virih krožile govorice, da bi Svetovno prvenstvo 2010 lahko preselili v drugo državo.  Nekateri posamezniki, med drugim Franz Beckenbauer, Horst R. Schmidt in, potrjeno, nekateri funkcionarji Svetovne nogometne zveze, so namreč izrazili zaskrbljenost nad načrtovanjem, organizacijo in hitrostjo priprav Južne Afrike na prvenstvo.  Kljub temu so predstavniki Svetovne nogometne zveze večkrat potrdili svoje zaupanje v državo gostiteljico, in izjavili, da prvenstva ne bodo selili. Prav tako je predsednik Svetovne nogometne zveze Sepp Blatter dejal: »Plan A... plan B... plan C je ta, da bo Svetovno prvenstvo 2010 potekalo v Južni Afriki.«  Blatter je sicer v isti sapi povedal, da obstaja načrt, da bi prvenstvo potekalo drugje, vendar le v primeru naravne katastrofe. Izjavil je tudi, da je podoben načrt imelo tudi Svetovno prvenstvo 2006 v Nemčiji. 
Kljub zagotovilom Fife, da bo prvenstvo preseljeno drugam le v primeru naravne katastrofe, so se govorice o možni selitvi prvenstva širile naprej.  Te govorice je okrcal tudi južnoafriški vršilec dolžnosti finančnega ministra Jabu Moleketi, rekoč da so govorice lansirali tisti, ki imajo kaj proti Južni Afriki in Afriki nasploh. 

## Kontroverznost
V časniku Le Monde diplomatique so poročali: »Več kot 8 milijard ameriških dolarjev je bilo porabljenih za izgradnjo in posodobitev infrastrukture za prihajajoče Svetovno prvenstvo 2010, vključno z 10 stadioni in zelo hitro železnico... A vendar, skoraj nič od projektov in vloženega denarja ne bo, ko bo vse dokončano, koristilo revnemu prebivalstvu, ki živi v barakarskih naseljih brez primerne vodovodne oskrbe, sanitarij ali električne napeljave.« 
Podobno kot številne ostale megalomanske projekte po celem svetu so tudi Svetovno prvenstvo 2010 povezovali z velikim številom državnih razlastitev v državi, ki so po navedbah mnogih namenjene, da polepšajo mesto, navdušijo turiste in očesu obiskovalca skrijejo bedo v barakah in lopah živečega revnega prebivalstva. Najbolj buren odziv je doživel projekt N2 Gateway, ki je predvidel izselitev preko 20.000 prebivalcev iz naselja Joe Slovo, ki se nahaja v bližini prometne vpadnice N2. Projekt je prav tako na istem mestu predvidel izgradnjo najemniških stanovanjskih objektov za čas trajanja Svetovnega prvenstva. Prebivalce bi tako preselili v drugi revni predel Cape Towna, Delft, ki se nahaja na obronkih mesta in ga s prometne vpadnice N2 ni mogoče opaziti. 
Julija 2009 je Republiko Južno Afriko zajel val protestov revnih skupnosti, ki so zahtevale dostop do osnovnih storitev, služb, primernih stanovanjskih pogojev in demokratizacijo storitvene dobave. Te proteste so povezovali s Svetovnim prvenstvom, saj so se protestniki pritoževali, da denar iz javnih skladov odteka v gradnjo stadionov in posodabljanje letališč, namesto da bi se porabil za pereče socialne probleme. 

### Francija - Irska
18. novembra 2009 je na povratni tekmi dodatnih kvalifikacij za uvrstitev na Svetovno prvenstvo med Francijo in Irsko, ki je neposredno odločala o potniku na mundial, francoski kapetan Thierry Henry v 103. minuti z roko žogo podal do soigralca Williama Gallasa, ki je nato zatresel mrežo Ircev. Henryjeve roke kljub vsej očitnosti sodnik Martin Hansson ni videl, kasneje pa se je izkazalo, da je ravno ta poteza Francijo popeljala na Svetovno prvenstvo, saj se je tekma končala z izidom 1–1. Skupni izid obeh tekem je bil tako 2–1 v korist Francozov. 
Incident je močno razburil nogometno javnost in povzročil javno debato glede poštene igre, ki jo tako propagira Fifa, in načina, kako naj se sodijo tekme na najvišji ravni. Irska nogometna zveza (FAI) je na Fifo naslovila prošnjo za ponovitev tekme iz razlogov poštenja, a je Fifa prošnjo zavrnila sklicujoč se na zakone igre, ki vključujejo pravilo načelne avtonomije sodnika, ki tekmo sodi.  Kmalu zatem je FAI na Fifo naslovil še eno prošnjo, tokrat da bi Irska postala 33. udeleženka Svetovnega prvenstva.  Prošnjo je sicer kmalu opustil tudi FAI sam, Fifa pa jo je zavrnila, saj naj bi prošnja bila obrobnega pomena v primerjavi z ostalimi možnimi peticijami za spremembe v svetovnem nogometu, ki bi jih lahko FAI zahteval. 
2. decembra je Fifa sklicala izredno generalno srečanje izvršnega odbora, na katerem naj bi obravnavali različne teme, med katerimi naj bi bil na programu tudi francosko-irski incident. Pri Fifi so naposled naznanili, da bodo preučili uvedbo dodatnih sodnikov za posamezne tekme in uvedbo dodatne tehnologije, ki bi sodniku med drugim omogočila ponovno predvajanje spornih situacij kar med srečanjem samim. Kljub temu pa niso naznanili od mnogih strani pričakovane uvedbe sodnikov na golovih črtah, ki so jih že preizkušali v Evropski nogometni ligi, ravno tako so pri Fifi zatrdili, da bodo vsako tekmo mundiala 2010 sodili en glavni in dva stranska sodnika, ter četrti sodnik. 
Na temo poštene igre je predsednik Fife Sepp Blatter izjavil: 

Pozivam vse igralce in trenerje, da stremijo k tej pošteni igri. Leta 2010 skušamo dokazati, da je nogomet več kot zgolj brcanje žoge, saj ima socialno in kulturno vrednost... Zato prosimo igralce, naj igrajo pošteno, da bi bili zgled preostalemu svetu.

## Žreb skupin
Organizacijski komite Fife je 2. decembra 2009 potrdil proceduro glede žreba skupin za Svetovno prvenstvo. Države so bile razdeljene v 4 bobne. V prvem bobnu se je znašla država gostiteljica in 7 držav, ki so oktobra 2009 kotirale najvišje na Fifini svetovni lestvici. 2. boben so sestavljale udeleženke iz Azije, Oceanije, Severne in Srednje Amerike in Karibov. V 3. bobnu so se nahajale afriške in južnoameriške države udeleženke, 4. boben pa so zapolnile preostale evropske udeleženke. 
Reprezentanci Južne Afrike je kot gostiteljici avtomatično pripadlo mesto v skupini A, torej mesto A1 (nosilka skupine), ostale nosilce so nato z žrebom porazdelili v skupine od B do H, vse pa so po vzoru Južne Afrike zasedle 1. mesto v skupini. Zatem so skupinam izžrebali reprezentance iz 2., 3. in 4. bobna (v tem vrstnem redu) in nato izžrebali še mesto v skupini, ki je odločalo o sporedu tekem vsake reprezentance. Upoštevan je bil tudi geografski kriterij: da v isti skupini ne smeta sodelovati več kot dve evropski državi in da v isti skupina ne sme sodelovati več kot ena država z vsake od preostalih celin. Če se je zgodilo, da so izžrebali neevropsko reprezentanco (iz Afrike ali Južne Amerike), katere celina je že imela predstavnika v skupini, so reprezentanco prestavili v naslednjo skupino po abecedi. 
| 1. boben (gostiteljica in sedem nosilk)                                     | 2. boben (Azija, Oceanija, Severna Amerika in Srednja Amerika s Karibi)            | 3. boben (Afrika in Južna Amerika)                                      | 4. boben (Evropa)                                                  |
| --------------------------------------------------------------------------- | ---------------------------------------------------------------------------------- | ----------------------------------------------------------------------- | ------------------------------------------------------------------ |
| Južna Afrika Brazilija Španija Nizozemska Italija Nemčija Argentina Anglija | Avstralija Japonska Severna Koreja Južna Koreja Honduras Mehika ZDA Nova Zelandija | Alžirija Kamerun Slonokoščena obala Gana Nigerija Čile Paragvaj Urugvaj | Danska Francija Grčija Portugalska Srbija Slovaška Slovenija Švica |

Žreb je potekal 4. decembra 2009 v Cape Townu, Republika Južna Afrika, ob 19:00 (UTC+2) v Mednarodnem konvencijskem centru Cape Town.  Žreb je vodila južnoafriška igralka Charlize Theron, pomagal ji je generalni sekretar Fife Jérôme Valcke.  Kroglice so iz bobnov vlekli bivši kapetan angleške nogometne reprezentance David Beckham, etiopijski atlet dolgoprogaš Haile Gebreselassie in štirje Južnoafričani: kapetan moške ragbijske reprezentance John Smit, kriketaš in prvi temnopolti južnoafriški reprezentant v zgodovini Makhaya Ntini, nogometaš in nogometni reprezentant Matthew Booth ter članica južnoafriške ženske nogometne reprezentance Simphiwe Dludlu. 

## Sodniki
Fifa je za sojenje tekem Svetovnega prvenstva v nogometu 2010 zadolžila naslednje sodnike: 
| AFC Khalil Al Ghamdi Ravšan Irmatov Subkhiddin Mohd Salleh Juiči Nišimura CAF Koman Coulibaly Jerome Damon Eddy Maillet CONCACAF Joel Aguilar Benito Archundia Carlos Batres Marco Antonio Rodríguez CONMEBOL Héctor Baldassi Jorge Larrionda Pablo Pozo Óscar Ruiz Carlos Simon Martín Vázquez | OFC Michael Hester Peter O'Leary UEFA Olegário Benquerença Massimo Busacca Frank De Bleeckere Martin Hansson Viktor Kassai Stephane Lannoy Roberto Rosetti Wolfgang Stark Alberto Undiano Mallenco Howard Webb |

## Postave reprezentanc
Vsaka reprezentanca je tako kot na prvenstvu leta 2006 v Nemčiji smela vpoklicati 23 igralcev. Seznam 23 igralcev je morala vsaka sodelujoča država posredovati Fifi do 1. junija 2010. Vsaka reprezentanca je v primeru resne poškodbe smela v zadnjem trenutku zamenjati vpoklicanega igralca z igralcem, ki bi sicer ostal doma. Edina omejitev pri teh menjavah v zadnjem hipu je bila ta, da so morali zamenjavo Fifi naznaniti do 24 ur pred začetkom prve tekme.  Po odigrani prvi tekmi ni bilo več mogoče menjati igralcev v primeru morebitnih poškodb.

## Tekme
Vsi časi beležijo Južnoafriški standardni čas (UTC+2).

### Skupinski del
Le prvo- in drugouvrščena reprezentanca iz vsake skupine se uvrsti v nadaljnje tekmovanje, torej osmino finala. 

##### Kriteriji napredovanja
V nogometnem svetu obstajajo različni načini, s katerimi prireditelji prvenstva ločijo reprezentanci ali več reprezentanc, ki so v skupini po točkah izenačene med seboj. Za Svetovno prvenstvo je FIFA predstavila naslednji sistem. 
Položaj na lestvici v vsaki skupini določa v tem zaporedju:
1. večje število točk, pridobljenih z vseh tekem v skupini
2. boljša razlika v zadetkih z vseh tekem v skupini
3. večje število danih zadetkov z vseh tekem v skupini

Če je dve ali več reprezentanc še po zgoraj navedenih treh kriterijih izenačeno, njihovo uvrstitev v tem zaporedju določa:
1. večje število točk, pridobljenih z vseh tekem med izenačenimi reprezentancami
2. boljša razlika v zadetkih z vseh tekem med izenačenimi reprezentancami
3. večje število danih zadetkov z vseh tekem med izenačenimi reprezentancami
4. od organizacijskega komiteja FIFE delegiran žreb.

| Legenda barv v skupinskih razpredelnicah | Legenda barv v skupinskih razpredelnicah      |
| ---------------------------------------- | --------------------------------------------- |
|                                          | Reprezentanca se je uvrstila v osmino finala. |
|                                          | Reprezentanca se ni uvrstila v osmino finala. |

#### Skupina A
| Reprezentanca | OT | Z | N | P | DG | PG | GR | TOČ |
| ------------- | -- | - | - | - | -- | -- | -- | --- |
| Urugvaj       | 3  | 2 | 1 | 0 | 4  | 0  | +4 | 7   |
| Mehika        | 3  | 1 | 1 | 1 | 3  | 2  | +1 | 4   |
| Južna Afrika  | 3  | 1 | 1 | 1 | 3  | 5  | –2 | 4   |
| Francija      | 3  | 0 | 1 | 2 | 1  | 4  | –3 | 1   |

| 11. junij 2010 16:00 | Južna Afrika   | 1 – 1      | Mehika      | Stadion: Soccer City, Johannesburg Gledalcev: 84.490 Sodnik: Ravšan Irmatov (Uzbekistan) |
| 11. junij 2010 16:00 | Tshabalala 55' | (Poročilo) | Márquez 79' | Stadion: Soccer City, Johannesburg Gledalcev: 84.490 Sodnik: Ravšan Irmatov (Uzbekistan) |

| 11. junij 2010 20:30 | Urugvaj    | 0 – 0 | Francija | Stadion: Cape Town Stadium, Cape Town Gledalcev: 64.100 Sodnik: Juiči Nišimura (Japonska) |
| 11. junij 2010 20:30 | (Poročilo) |       |          | Stadion: Cape Town Stadium, Cape Town Gledalcev: 64.100 Sodnik: Juiči Nišimura (Japonska) |

| 16. junij 2010 20:30 | Južna Afrika | 0 – 3                                  | Urugvaj | Loftus Versfeld Stadium, Pretoria (Poročilo) Gledalcev: 42.658 Sodnik: Massimo Busacca (Švica) |
| 16. junij 2010 20:30 |              | Forlán 24', 80' (11m) Á. Pereira 90+5' |         | Loftus Versfeld Stadium, Pretoria (Poročilo) Gledalcev: 42.658 Sodnik: Massimo Busacca (Švica) |

| 17. junij 2010 20:30 | Francija | 0 – 2                          | Mehika | Peter Mokaba Stadium, Polokwane (Poročilo) Gledalcev: 35.370 Sodnik: Khalil Al Ghamdi (Savdska Arabija) |
| 17. junij 2010 20:30 |          | Hernández 64' Blanco 79' (11m) |        | Peter Mokaba Stadium, Polokwane (Poročilo) Gledalcev: 35.370 Sodnik: Khalil Al Ghamdi (Savdska Arabija) |

| 22. junij 2010 16:00 | Mehika | 0 – 1      | Urugvaj | Royal Bafokeng Stadium, Rustenburg (Poročilo) Gledalcev: 33.425 Sodnik: Viktor Kassai (Madžarska) |
| 22. junij 2010 16:00 |        | Suárez 43' |         | Royal Bafokeng Stadium, Rustenburg (Poročilo) Gledalcev: 33.425 Sodnik: Viktor Kassai (Madžarska) |

| 22. junij 2010 16:00 | Francija    | 1 – 2 | Južna Afrika           | Free State Stadium, Bloemfontein (Poročilo) Gledalcev: 39.415 Sodnik: Óscar Ruiz (Kolumbija) |
| 22. junij 2010 16:00 | Malouda 70' |       | Khumalo 20' Mphela 37' | Free State Stadium, Bloemfontein (Poročilo) Gledalcev: 39.415 Sodnik: Óscar Ruiz (Kolumbija) |

#### Skupina B
| Reprezentanca | OT | Z | N | P | DG | PG | GR | TOČ |
| ------------- | -- | - | - | - | -- | -- | -- | --- |
| Argentina     | 3  | 3 | 0 | 0 | 7  | 1  | +6 | 9   |
| Južna Koreja  | 3  | 1 | 1 | 1 | 5  | 6  | –1 | 4   |
| Grčija        | 3  | 1 | 0 | 2 | 2  | 5  | –3 | 3   |
| Nigerija      | 3  | 0 | 1 | 2 | 3  | 5  | –2 | 1   |

| 12. junij 2010 13:30 | Južna Koreja                     | 2 – 0      | Grčija | Stadion: Nelson Mandela Bay Stadium, Port Elizabeth Gledalcev: 31.513 Sodnik: Michael Hester (Nova Zelandija) |
| 12. junij 2010 13:30 | Lee Jung-Soo 7' Park Ji-Sung 52' | (Poročilo) |        | Stadion: Nelson Mandela Bay Stadium, Port Elizabeth Gledalcev: 31.513 Sodnik: Michael Hester (Nova Zelandija) |

| 12. junij 2010 16:00 | Argentina | 1 – 0      | Nigerija | Stadion: Ellis Park Stadium, Johannesburg Gledalcev: 55.686 Sodnik: Wolfgang Stark (Nemčija) |
| 12. junij 2010 16:00 | Heinze 6' | (Poročilo) |          | Stadion: Ellis Park Stadium, Johannesburg Gledalcev: 55.686 Sodnik: Wolfgang Stark (Nemčija) |

| 17. junij 2010 13:30 | Argentina                                     | 4 – 1 | Južna Koreja         | Soccer City, Johannesburg (Poročilo) Gledalcev: 82.174 Sodnik: Frank De Bleeckere (Belgija) |
| 17. junij 2010 13:30 | Park Chu-Young 17' (ag) Higuaín 33', 76', 80' |       | Lee Chung-Yong 45+1' | Soccer City, Johannesburg (Poročilo) Gledalcev: 82.174 Sodnik: Frank De Bleeckere (Belgija) |

| 17. junij 2010 16:00 | Grčija                       | 2 – 1 | Nigerija | Free State Stadium, Bloemfontein (Poročilo) Gledalcev: 31.593 Sodnik: Óscar Ruiz (Kolumbija) |
| 17. junij 2010 16:00 | Salpigidis 44' Torosidis 71' |       | Uche 16' | Free State Stadium, Bloemfontein (Poročilo) Gledalcev: 31.593 Sodnik: Óscar Ruiz (Kolumbija) |

| 22. junij 2010 20:30 | Nigerija                  | 2 – 2 | Južna Koreja                        | Moses Mabhida Stadium, Durban (Poročilo) Gledalcev: 61.874 Sodnik: Olegário Benquerença (Portugalska) |
| 22. junij 2010 20:30 | Uche 12' Yakubu 69' (11m) |       | Lee Jung-Soo 38' Park Chu-Young 49' | Moses Mabhida Stadium, Durban (Poročilo) Gledalcev: 61.874 Sodnik: Olegário Benquerença (Portugalska) |

| 22. junij 2010 20:30 | Grčija | 0 – 2                      | Argentina | Peter Mokaba Stadium, Polokwane (Poročilo) Gledalcev: 38.891 Sodnik: Ravšan Irmatov (Uzbekistan) |
| 22. junij 2010 20:30 |        | Demichelis 77' Palermo 89' |           | Peter Mokaba Stadium, Polokwane (Poročilo) Gledalcev: 38.891 Sodnik: Ravšan Irmatov (Uzbekistan) |

#### Skupina C
| Reprezentanca | OT | Z | N | P | DG | PG | GR | TOČ |
| ------------- | -- | - | - | - | -- | -- | -- | --- |
| ZDA           | 3  | 1 | 2 | 0 | 4  | 3  | +1 | 5   |
| Anglija       | 3  | 1 | 2 | 0 | 2  | 1  | +1 | 5   |
| Slovenija     | 3  | 1 | 1 | 1 | 3  | 3  | 0  | 4   |
| Alžirija      | 3  | 0 | 1 | 2 | 0  | 2  | -2 | 1   |

| 12. junij 2010 20:30 | Anglija    | 1 – 1      | ZDA         | Stadion: Royal Bafokeng Stadium, Rustenburg Gledalcev: 38.646 Sodnik: Carlos Eugênio Simon (Brazilija) |
| 12. junij 2010 20:30 | Gerrard 4' | (Poročilo) | Dempsey 40' | Stadion: Royal Bafokeng Stadium, Rustenburg Gledalcev: 38.646 Sodnik: Carlos Eugênio Simon (Brazilija) |

| 13. junij 2010 13:30 | Alžirija | 0 – 1      | Slovenija | Stadion: Peter Mokaba Stadium, Polokwane Gledalcev: 30.325 Sodnik: Carlos Batres (Gvatemala) |
| 13. junij 2010 13:30 |          | (Poročilo) | Koren 79' | Stadion: Peter Mokaba Stadium, Polokwane Gledalcev: 30.325 Sodnik: Carlos Batres (Gvatemala) |

| 18. junij 2010 16:00 | Slovenija                 | 2 – 2 | ZDA                     | Ellis Park Stadium, Johannesburg (Poročilo) Gledalcev: 45.573 Sodnik: Koman Coulibaly (Mali) |
| 18. junij 2010 16:00 | Birsa 13' Ljubijankič 42' |       | Donovan 48' Bradley 82' | Ellis Park Stadium, Johannesburg (Poročilo) Gledalcev: 45.573 Sodnik: Koman Coulibaly (Mali) |

| 18. junij 2010 20:30 | Anglija | 0 – 0 | Alžirija | Cape Town Stadium, Cape Town (Poročilo) Gledalcev: 64.100 Sodnik: Ravšan Irmatov (Uzbekistan) |
| 18. junij 2010 20:30 |         |       |          | Cape Town Stadium, Cape Town (Poročilo) Gledalcev: 64.100 Sodnik: Ravšan Irmatov (Uzbekistan) |

| 23. junij 2010 16:00 | Slovenija | 0 – 1     | Anglija | Nelson Mandela Bay Stadium, Port Elizabeth (Poročilo) Gledalcev: 36.893 Sodnik: Wolfgang Stark (Nemčija) |
| 23. junij 2010 16:00 |           | Defoe 23' |         | Nelson Mandela Bay Stadium, Port Elizabeth (Poročilo) Gledalcev: 36.893 Sodnik: Wolfgang Stark (Nemčija) |

| 23. junij 2010 16:00 | ZDA            | 1 – 0 | Alžirija | Loftus Versfeld Stadium, Pretoria (Poročilo) Gledalcev: 35.827 Sodnik: Frank De Bleeckere (Belgija) |
| 23. junij 2010 16:00 | Donovan 90 +1' |       |          | Loftus Versfeld Stadium, Pretoria (Poročilo) Gledalcev: 35.827 Sodnik: Frank De Bleeckere (Belgija) |

#### Skupina D
| Reprezentanca | OT | Z | N | P | DG | PG | GR | TOČ |
| ------------- | -- | - | - | - | -- | -- | -- | --- |
| Nemčija       | 3  | 2 | 0 | 1 | 5  | 1  | +4 | 6   |
| Gana          | 3  | 1 | 1 | 1 | 2  | 2  | 0  | 4   |
| Avstralija    | 3  | 1 | 1 | 1 | 3  | 6  | –3 | 4   |
| Srbija        | 3  | 1 | 0 | 2 | 2  | 3  | –1 | 3   |

| 13. junij 2010 16:00 | Srbija | 0 – 1      | Gana           | Stadion: Loftus Versfeld Stadium, Pretoria Gledalcev: 38.833 Sodnik: Héctor Baldassi (Argentina) |
| 13. junij 2010 16:00 |        | (Poročilo) | Gyan 85' (11m) | Stadion: Loftus Versfeld Stadium, Pretoria Gledalcev: 38.833 Sodnik: Héctor Baldassi (Argentina) |

| 13. junij 2010 20:30 | Nemčija                                    | 4 – 0 | Avstralija | Moses Mabhida Stadium, Durban (Poročilo) Gledalcev: 62.660 Sodnik: Marco Antonio Rodríguez (Mehika) |
| 13. junij 2010 20:30 | Podolski 8' Klose 26' Müller 68' Cacau 70' |       |            | Moses Mabhida Stadium, Durban (Poročilo) Gledalcev: 62.660 Sodnik: Marco Antonio Rodríguez (Mehika) |

| 18. junij 2010 13:30 | Nemčija | 0 – 1         | Srbija | Nelson Mandela Bay Stadium, Port Elizabeth (Poročilo) Gledalcev: 38.294 Sodnik: Alberto Undiano Mallenco (Španija) |
| 18. junij 2010 13:30 |         | Jovanović 38' |        | Nelson Mandela Bay Stadium, Port Elizabeth (Poročilo) Gledalcev: 38.294 Sodnik: Alberto Undiano Mallenco (Španija) |

| 19. junij 2010 16:00 | Gana           | 1 – 1 | Avstralija | Royal Bafokeng Stadium, Rustenburg (Poročilo) Gledalcev: 34.812 Sodnik: Roberto Rosetti (Italija) |
| 19. junij 2010 16:00 | Gyan 25' (11m) |       | Holman 11' | Royal Bafokeng Stadium, Rustenburg (Poročilo) Gledalcev: 34.812 Sodnik: Roberto Rosetti (Italija) |

| 23. junij 2010 20:30 | Gana | 0 – 1    | Nemčija | Soccer City, Johannesburg (Poročilo) Gledalcev: 83.391 Sodnik: Carlos Eugênio Simon (Brazilija) |
| 23. junij 2010 20:30 |      | Özil 60' |         | Soccer City, Johannesburg (Poročilo) Gledalcev: 83.391 Sodnik: Carlos Eugênio Simon (Brazilija) |

| 23. junij 2010 20:30 | Avstralija            | 2 – 1 | Srbija       | Mbombela Stadium, Nelspruit (Poročilo) Gledalcev: 37.836 Sodnik: Jorge Larrionda (Urugvaj) |
| 23. junij 2010 20:30 | Cahill 69' Holman 73' |       | Pantelić 84' | Mbombela Stadium, Nelspruit (Poročilo) Gledalcev: 37.836 Sodnik: Jorge Larrionda (Urugvaj) |

#### Skupina E
| Reprezentanca | OT | Z | N | P | DG | PG | GR | TOČ |
| ------------- | -- | - | - | - | -- | -- | -- | --- |
| Nizozemska    | 3  | 3 | 0 | 0 | 5  | 1  | +4 | 9   |
| Japonska      | 3  | 2 | 0 | 1 | 4  | 2  | +2 | 6   |
| Danska        | 3  | 1 | 0 | 2 | 3  | 6  | –3 | 3   |
| Kamerun       | 3  | 0 | 0 | 3 | 2  | 5  | –3 | 0   |

| 14. junij 2010 13:30 | Nizozemska                   | 2 – 0 | Danska | Soccer City, Johannesburg (Poročilo) Gledalcev: 83.465 Sodnik: Stéphane Lannoy (Francija) |
| 14. junij 2010 13:30 | S. Poulsen 46' (ag) Kuyt 85' |       |        | Soccer City, Johannesburg (Poročilo) Gledalcev: 83.465 Sodnik: Stéphane Lannoy (Francija) |

| 14. junij 2010 16:00 | Japonska  | 1 – 0 | Kamerun | Free State Stadium, Bloemfontein (Poročilo) Gledalcev: 30.620 Sodnik: Olegário Benquerença (Portugalska) |
| 14. junij 2010 16:00 | Honda 39' |       |         | Free State Stadium, Bloemfontein (Poročilo) Gledalcev: 30.620 Sodnik: Olegário Benquerença (Portugalska) |

| 19. junij 2010 13:30 | Nizozemska   | 1 – 0 | Japonska | Moses Mabhida Stadium, Durban (Poročilo) Gledalcev: 62.010 Sodnik: Hector Baldassi (Argentina) |
| 19. junij 2010 13:30 | Sneijder 53' |       |          | Moses Mabhida Stadium, Durban (Poročilo) Gledalcev: 62.010 Sodnik: Hector Baldassi (Argentina) |

| 19. junij 2010 20:30 | Kamerun   | 1 – 2 | Danska                     | Loftus Versfeld Stadium, Pretoria (Poročilo) Gledalcev: 38.704 Sodnik: Jorge Larrionda (Urugvaj) |
| 19. junij 2010 20:30 | Eto'o 10' |       | Bendtner 33' Rommedahl 61' | Loftus Versfeld Stadium, Pretoria (Poročilo) Gledalcev: 38.704 Sodnik: Jorge Larrionda (Urugvaj) |

| 24. junij 2010 20:30 | Danska       | 1 – 3 | Japonska                       | Royal Bafokeng Stadium, Rustenburg (Poročilo) Gledalcev: 27.967 Sodnik: Jerome Damon (JAR) |
| 24. junij 2010 20:30 | Tomasson 81' |       | Honda 17' Endō 30' Okazaki 87' | Royal Bafokeng Stadium, Rustenburg (Poročilo) Gledalcev: 27.967 Sodnik: Jerome Damon (JAR) |

| 24. junij 2010 20:30 | Kamerun         | 1 – 2 | Nizozemska                   | Cape Town Stadium, Cape Town (Poročilo) Gledalcev: 63.093 Sodnik: Pablo Pozo (Čile) |
| 24. junij 2010 20:30 | Eto'o 65' (11m) |       | van Persie 36' Huntelaar 83' | Cape Town Stadium, Cape Town (Poročilo) Gledalcev: 63.093 Sodnik: Pablo Pozo (Čile) |

#### Skupina F
| Reprezentanca  | OT | Z | N | P | DG | PG | GR | TOČ |
| -------------- | -- | - | - | - | -- | -- | -- | --- |
| Paragvaj       | 3  | 1 | 2 | 0 | 3  | 1  | +2 | 5   |
| Slovaška       | 3  | 1 | 1 | 1 | 4  | 5  | –1 | 4   |
| Nova Zelandija | 3  | 0 | 3 | 0 | 2  | 2  | 0  | 3   |
| Italija        | 3  | 0 | 2 | 1 | 4  | 5  | –1 | 2   |

| 14. junij 2010 20:30 | Italija      | 1 – 1 | Paragvaj    | Cape Town Stadium, Cape Town (Poročilo) Gledalcev: 62.869 Sodnik: Benito Archundia (Mehika) |
| 14. junij 2010 20:30 | De Rossi 63' |       | Alcaraz 39' | Cape Town Stadium, Cape Town (Poročilo) Gledalcev: 62.869 Sodnik: Benito Archundia (Mehika) |

| 15. junij 2010 13:30 | Nova Zelandija | 1 – 1 | Slovaška   | Royal Bafokeng Stadium, Rustenburg (Poročilo) Gledalcev: 23.871 Sodnik: Jerome Damon (JAR) |
| 15. junij 2010 13:30 | Reid 90+3'     |       | Vittek 50' | Royal Bafokeng Stadium, Rustenburg (Poročilo) Gledalcev: 23.871 Sodnik: Jerome Damon (JAR) |

| 20. junij 2010 13:30 | Slovaška | 0 – 2                | Paragvaj | Free State Stadium, Bloemfontein (Poročilo) Gledalcev: 26.643 Sodnik: Eddy Maillet (Sejšeli) |
| 20. junij 2010 13:30 |          | Vera 27' Riveros 86' |          | Free State Stadium, Bloemfontein (Poročilo) Gledalcev: 26.643 Sodnik: Eddy Maillet (Sejšeli) |

| 20. junij 2010 16:00 | Italija            | 1 - 1 | Nova Zelandija | Stadion Mbombela, Nelspruit (Poročilo) Gledalcev: 38.229 Sodnik: Carlos Batres (Gvatemala) |
| 20. junij 2010 16:00 | Iaquinta 29' (11m) |       | Smeltz 7'      | Stadion Mbombela, Nelspruit (Poročilo) Gledalcev: 38.229 Sodnik: Carlos Batres (Gvatemala) |

| 24. junij 2010 16:00 | Slovaška                    | 3 – 2 | Italija                          | Ellis Park Stadium, Johannesburg (Poročilo) Gledalcev: 53.412 Sodnik: Howard Webb (Anglija) |
| 24. junij 2010 16:00 | Vittek 25', 73' Kopúnek 89' |       | Di Natale 81' Quagliarella 90+2' | Ellis Park Stadium, Johannesburg (Poročilo) Gledalcev: 53.412 Sodnik: Howard Webb (Anglija) |

| 24. junij 2010 16:00 | Paragvaj | 0 – 0 | Nova Zelandija | Peter Mokaba Stadium, Polokwane (Poročilo) Gledalcev: 34.850 Sodnik: Juiči Nišimura (Japonska) |
| 24. junij 2010 16:00 |          |       |                | Peter Mokaba Stadium, Polokwane (Poročilo) Gledalcev: 34.850 Sodnik: Juiči Nišimura (Japonska) |

#### Skupina G
| Reprezentanca      | OT | Z | N | P | DG | PG | GR  | TOČ |
| ------------------ | -- | - | - | - | -- | -- | --- | --- |
| Brazilija          | 3  | 2 | 1 | 0 | 5  | 2  | +3  | 7   |
| Portugalska        | 3  | 1 | 2 | 0 | 7  | 0  | +7  | 5   |
| Slonokoščena obala | 3  | 1 | 1 | 1 | 4  | 3  | +1  | 4   |
| Severna Koreja     | 3  | 0 | 0 | 3 | 1  | 12 | –11 | 0   |

| 15. junij 2010 16:00 | Slonokoščena obala | 0 – 0 | Portugalska | Nelson Mandela Bay Stadium, Port Elizabeth (Poročilo) Gledalcev: 37.034 Sodnik: Jorge Larrionda (Urugvaj) |
| 15. junij 2010 16:00 |                    |       |             | Nelson Mandela Bay Stadium, Port Elizabeth (Poročilo) Gledalcev: 37.034 Sodnik: Jorge Larrionda (Urugvaj) |

| 15. junij 2010 20:30 | Brazilija            | 2 – 1 | Severna Koreja | Ellis Park Stadium, Johannesburg (Poročilo) Gledalcev: 54.331 Sodnik: Viktor Kassai (Madžarska) |
| 15. junij 2010 20:30 | Maicon 55' Elano 72' |       | Ji 89'         | Ellis Park Stadium, Johannesburg (Poročilo) Gledalcev: 54.331 Sodnik: Viktor Kassai (Madžarska) |

| 20. junij 2010 20:30 | Brazilija                       | 3 – 1 | Slonokoščena obala | Soccer City, Johannesburg (Poročilo) Gledalcev: 84.455 Sodnik: Stephane Lannoy (Francija) |
| 20. junij 2010 20:30 | Luís Fabiano 25', 50' Elano 62' |       | Drogba 79'         | Soccer City, Johannesburg (Poročilo) Gledalcev: 84.455 Sodnik: Stephane Lannoy (Francija) |

| 21. junij 2010 13:30 | Portugalska                                                               | 7 – 0 | Severna Koreja | Cape Town Stadium, Cape Town (Poročilo) Gledalcev: 63.644 Sodnik: Pablo Pozo (Čile) |
| 21. junij 2010 13:30 | Meireles 29' Simão 53' Almeida 56' Tiago 60', 89' Liédson 81' Ronaldo 87' |       |                | Cape Town Stadium, Cape Town (Poročilo) Gledalcev: 63.644 Sodnik: Pablo Pozo (Čile) |

| 25. junij 2010 16:00 | Portugalska | 0 – 0 | Brazilija | Moses Mabhida Stadium, Durban (Poročilo) Gledalcev: 62.712 Sodnik: Benito Archundia (Mehika) |
| 25. junij 2010 16:00 |             |       |           | Moses Mabhida Stadium, Durban (Poročilo) Gledalcev: 62.712 Sodnik: Benito Archundia (Mehika) |

| 25. junij 2010 16:00 | Severna Koreja | 0 – 3                                | Slonokoščena obala | Mbombela Stadium, Nelspruit (Poročilo) Gledalcev: 34.763 Sodnik: Alberto Undiano Mallenco (Španija) |
| 25. junij 2010 16:00 |                | Yaya Touré 14' Romaric 20' Kalou 82' |                    | Mbombela Stadium, Nelspruit (Poročilo) Gledalcev: 34.763 Sodnik: Alberto Undiano Mallenco (Španija) |

#### Skupina H
| Reprezentanca | OT | Z | N | P | DG | PG | GR | TOČ |
| ------------- | -- | - | - | - | -- | -- | -- | --- |
| Španija       | 3  | 2 | 0 | 1 | 4  | 2  | +2 | 6   |
| Čile          | 3  | 2 | 0 | 1 | 3  | 2  | +1 | 6   |
| Švica         | 3  | 1 | 1 | 1 | 1  | 1  | 0  | 4   |
| Honduras      | 3  | 0 | 1 | 2 | 0  | 3  | –2 | 1   |

| 16. junij 2010 13:30 | Honduras | 0 – 1          | Čile | Stadion Mbombela, Nelspruit (Poročilo) Gledalcev: 32.664 Sodnik: Eddy Maillet (Sejšeli) |
| 16. junij 2010 13:30 |          | Beausejour 34' |      | Stadion Mbombela, Nelspruit (Poročilo) Gledalcev: 32.664 Sodnik: Eddy Maillet (Sejšeli) |

| 16. junij 2010 16:00 | Španija | 0 – 1         | Švica | Moses Mabhida Stadium, Durban (Poročilo) Gledalcev: 62.453 Sodnik: Howard Webb (Anglija) |
| 16. junij 2010 16:00 |         | Fernandes 52' |       | Moses Mabhida Stadium, Durban (Poročilo) Gledalcev: 62.453 Sodnik: Howard Webb (Anglija) |

| 21. junij 2010 16:00 | Čile         | 1 – 0 | Švica | Nelson Mandela Bay Stadium, Port Elizabeth (Poročilo) Gledalcev: 34.872 Sodnik: Khalil Al Ghamdi (Savdska Arabija) |
| 21. junij 2010 16:00 | González 75' |       |       | Nelson Mandela Bay Stadium, Port Elizabeth (Poročilo) Gledalcev: 34.872 Sodnik: Khalil Al Ghamdi (Savdska Arabija) |

| 21. junij 2010 20:30 | Španija        | 2 – 0 | Honduras | Ellis Park Stadium, Johannesburg (Poročilo) Gledalcev: 54.386 Sodnik: Juiči Nišimura (Japonska) |
| 21. junij 2010 20:30 | Villa 17', 51' |       |          | Ellis Park Stadium, Johannesburg (Poročilo) Gledalcev: 54.386 Sodnik: Juiči Nišimura (Japonska) |

| 25. junij 2010 20:30 | Čile       | 1 – 2 | Španija               | Loftus Versfeld Stadium, Pretoria (Poročilo) Gledalcev: 41.958 Sodnik: Marco Rodríguez (Mehika) |
| 25. junij 2010 20:30 | Millar 47' |       | Villa 24' Iniesta 37' | Loftus Versfeld Stadium, Pretoria (Poročilo) Gledalcev: 41.958 Sodnik: Marco Rodríguez (Mehika) |

| 25. junij 2010 20:30 | Švica | 0 – 0 | Honduras | Free State Stadium, Bloemfontein (Poročilo) Gledalcev: 28.042 Sodnik: Héctor Baldassi (Argentina) |
| 25. junij 2010 20:30 |       |       |          | Free State Stadium, Bloemfontein (Poročilo) Gledalcev: 28.042 Sodnik: Héctor Baldassi (Argentina) |

### Končnica

#### Drevo turnirja
|  | Osmina finala              | Osmina finala             |                           |     | Četrtfinale  | Četrtfinale  |                            |                            | Polfinale | Polfinale |  |  | Finale | Finale |
|  |                            |                           |                           |     |              |              |                            |                            |           |           |  |  |        |        |
|  | 27. junij - Johannesburg   |                           |                           |     |              |              |                            |                            |           |           |  |  |        |        |
|  |                            |                           |                           |     |              |              |                            |                            |           |           |  |  |        |        |
|  | Argentina                  | 3                         |                           |     |              |              |                            |                            |           |           |  |  |        |        |
|  | Argentina                  | 3                         | 3. julij - Cape Town      |     |              |              |                            |                            |           |           |  |  |        |        |
|  | Mehika                     | 1                         |                           |     |              |              |                            |                            |           |           |  |  |        |        |
|  | Mehika                     | 1                         | Argentina                 | 0   |              |              |                            |                            |           |           |  |  |        |        |
|  | 27. junij - Bloemfontein   |                           | Argentina                 | 0   |              |              |                            |                            |           |           |  |  |        |        |
|  |                            | Nemčija                   | 4                         |     |              |              |                            |                            |           |           |  |  |        |        |
|  | Nemčija                    | Nemčija                   | 4                         | 4   |              |              |                            |                            |           |           |  |  |        |        |
|  | Nemčija                    |                           | 7. julij - Durban         | 4   |              |              |                            |                            |           |           |  |  |        |        |
|  | Anglija                    | 1                         |                           |     |              |              |                            |                            |           |           |  |  |        |        |
|  | Anglija                    | 1                         | Nemčija                   | 0   |              |              |                            |                            |           |           |  |  |        |        |
|  | 29. junij - Pretoria       |                           | Nemčija                   | 0   |              |              |                            |                            |           |           |  |  |        |        |
|  |                            | Španija                   | 1                         |     |              |              |                            |                            |           |           |  |  |        |        |
|  | Paragvaj                   | Španija                   | 1                         | 1ks |              |              |                            |                            |           |           |  |  |        |        |
|  | Paragvaj                   | 3. julij - Johannesburg   |                           | 1ks |              |              |                            |                            |           |           |  |  |        |        |
|  | Japonska                   | 0                         |                           |     |              |              |                            |                            |           |           |  |  |        |        |
|  | Japonska                   | 0                         | Paragvaj                  | 0   |              |              |                            |                            |           |           |  |  |        |        |
|  | 29. junij - Cape Town      |                           | Paragvaj                  | 0   |              |              |                            |                            |           |           |  |  |        |        |
|  |                            | Španija                   | 1                         |     |              |              |                            |                            |           |           |  |  |        |        |
|  | Španija                    | Španija                   | 1                         | 1   |              |              |                            |                            |           |           |  |  |        |        |
|  | Španija                    |                           | 11. julij - Johannesburg  | 1   |              |              |                            |                            |           |           |  |  |        |        |
|  | Portugalska                | 0                         |                           |     |              |              |                            |                            |           |           |  |  |        |        |
|  | Portugalska                | 0                         | Španija                   | 1p  |              |              |                            |                            |           |           |  |  |        |        |
|  | 26. junij - Port Elizabeth |                           | Španija                   | 1p  |              |              |                            |                            |           |           |  |  |        |        |
|  |                            | Nizozemska                | 0                         |     |              |              |                            |                            |           |           |  |  |        |        |
|  | Urugvaj                    | Nizozemska                | 0                         | 2   |              |              |                            |                            |           |           |  |  |        |        |
|  | Urugvaj                    | 2. julij - Johannesburg   |                           | 2   |              |              |                            |                            |           |           |  |  |        |        |
|  | Južna Koreja               | 1                         |                           |     |              |              |                            |                            |           |           |  |  |        |        |
|  | Južna Koreja               | 1                         | Urugvaj                   | 2ks |              |              |                            |                            |           |           |  |  |        |        |
|  | 26. junij - Rustenburg     |                           | Urugvaj                   | 2ks |              |              |                            |                            |           |           |  |  |        |        |
|  |                            | Gana                      | 1                         |     |              |              |                            |                            |           |           |  |  |        |        |
|  | ZDA                        | Gana                      | 1                         | 1   |              |              |                            |                            |           |           |  |  |        |        |
|  | ZDA                        |                           | 6. julij - Cape Town      | 1   |              |              |                            |                            |           |           |  |  |        |        |
|  | Gana                       | 2p                        |                           |     |              |              |                            |                            |           |           |  |  |        |        |
|  | Gana                       | 2p                        | Urugvaj                   | 2   |              |              |                            |                            |           |           |  |  |        |        |
|  | 28. junij - Durban         |                           | Urugvaj                   | 2   |              |              |                            |                            |           |           |  |  |        |        |
|  |                            | Nizozemska                | 3                         |     | Tretje mesto | Tretje mesto |                            |                            |           |           |  |  |        |        |
|  | Nizozemska                 | Nizozemska                | 3                         | 2   | Tretje mesto | Tretje mesto |                            |                            |           |           |  |  |        |        |
|  | Nizozemska                 | 2. julij - Port Elizabeth | 2. julij - Port Elizabeth | 2   |              |              | 10. julij - Port Elizabeth | 10. julij - Port Elizabeth |           |           |  |  |        |        |
|  | Slovaška                   | 2. julij - Port Elizabeth | 2. julij - Port Elizabeth | 1   |              |              | 10. julij - Port Elizabeth | 10. julij - Port Elizabeth |           |           |  |  |        |        |
|  | Slovaška                   | Nizozemska                | 2                         | 1   | Nemčija      | 3            |                            |                            |           |           |  |  |        |        |
|  | 28. junij - Johannesburg   | Nizozemska                | 2                         |     | Nemčija      | 3            |                            |                            |           |           |  |  |        |        |
|  |                            | Brazilija                 | 1                         |     | Urugvaj      | 2            |                            |                            |           |           |  |  |        |        |
|  | Brazilija                  | Brazilija                 | 1                         | 3   | Urugvaj      | 2            |                            |                            |           |           |  |  |        |        |
|  | Brazilija                  |                           |                           | 3   |              |              |                            |                            |           |           |  |  |        |        |
|  | Čile                       | 0                         |                           |     |              |              |                            |                            |           |           |  |  |        |        |
|  | Čile                       | 0                         |                           |     |              |              |                            |                            |           |           |  |  |        |        |

#### Osmina finala
| 26. junij 2010 16:00 | Urugvaj        | 2 – 1 | Južna Koreja       | Nelson Mandela Bay Stadium, Port Elizabeth (Poročilo) Gledalcev: 30.597 Sodnik: Wolfgang Stark (Nemčija) |
| 26. junij 2010 16:00 | Suárez 8', 80' |       | Lee Chung-Yong 68' | Nelson Mandela Bay Stadium, Port Elizabeth (Poročilo) Gledalcev: 30.597 Sodnik: Wolfgang Stark (Nemčija) |

| 26. junij 2010 20:30 | ZDA               | 1 – 2 (pod.) | Gana                | Royal Bafokeng Stadium, Rustenburg (Poročilo) Gledalcev: 34.976 Sodnik: Viktor Kassai (Madžarska) |
| 26. junij 2010 20:30 | Donovan 62' (11m) |              | Boateng 5' Gyan 93' | Royal Bafokeng Stadium, Rustenburg (Poročilo) Gledalcev: 34.976 Sodnik: Viktor Kassai (Madžarska) |

| 27. junij 2010 16:00 | Nemčija                                | 4 – 1 | Anglija   | Free State Stadium, Bloemfontein (Poročilo) Gledalcev: 40.510 Sodnik: Jorge Larrionda (Urugvaj) |
| 27. junij 2010 16:00 | Klose 20' Podolski 32' Müller 67', 70' |       | Upson 37' | Free State Stadium, Bloemfontein (Poročilo) Gledalcev: 40.510 Sodnik: Jorge Larrionda (Urugvaj) |

| 27. junij 2010 20:30 | Argentina                  | 3 – 1 | Mehika        | Soccer City, Johannesburg (Poročilo) Gledalcev: 84.377 Sodnik: Roberto Rosetti (Italija) |
| 27. junij 2010 20:30 | Tévez 26', 52' Higuaín 33' |       | Hernández 71' | Soccer City, Johannesburg (Poročilo) Gledalcev: 84.377 Sodnik: Roberto Rosetti (Italija) |

| 28. junij 2010 16:00 | Nizozemska              | 2 – 1 | Slovaška           | Moses Mabhida Stadium, Durban (Poročilo) Gledalcev: 61.962 Sodnik: Alberto Undiano (Španija) |
| 28. junij 2010 16:00 | Robben 18' Sneijder 84' |       | Vittek 90+4' (11m) | Moses Mabhida Stadium, Durban (Poročilo) Gledalcev: 61.962 Sodnik: Alberto Undiano (Španija) |

| 28. junij 2010 20:30 | Brazilija                             | 3 – 0 | Čile | Ellis Park Stadium, Johannesburg (Poročilo) Gledalcev: 54.096 Sodnik: Howard Webb (Anglija) |
| 28. junij 2010 20:30 | Juan 35' Luís Fabiano 38' Robinho 59' |       |      | Ellis Park Stadium, Johannesburg (Poročilo) Gledalcev: 54.096 Sodnik: Howard Webb (Anglija) |

| 29. junij 2010 16:00 | Paragvaj | 0 – 0 (pod.) | Japonska | Loftus Versfeld Stadium, Pretoria (Poročilo) Gledalcev: 36.742 Sodnik: Frank De Bleeckere (Belgija) |
| 29. junij 2010 16:00 |          |              |          | Loftus Versfeld Stadium, Pretoria (Poročilo) Gledalcev: 36.742 Sodnik: Frank De Bleeckere (Belgija) |

|                                        |                 |                          |  |
|                                        | Kazenski streli |                          |  |
| Barreto Barrios Riveros Valdez Cardozo | 5 – 3           | Endo Hasebe Komano Honda |  |

| 29. junij 2010 20:30 | Španija   | 1 – 0 | Portugalska | Cape Town Stadium, Cape Town (Poročilo) Gledalcev: 62.955 Sodnik: Héctor Baldassi (Argentina) |
| 29. junij 2010 20:30 | Villa 63' |       |             | Cape Town Stadium, Cape Town (Poročilo) Gledalcev: 62.955 Sodnik: Héctor Baldassi (Argentina) |

#### Četrtfinale
| 2. julij 2010 16:00 | Nizozemska                        | 2 – 1 | Brazilija   | Nelson Mandela Bay Stadium, Port Elizabeth (Poročilo) Gledalcev: 40.186 Sodnik: Juiči Nišimura (Japonska) |
| 2. julij 2010 16:00 | Felipe Melo 53' (ag) Sneijder 68' |       | Robinho 10' | Nelson Mandela Bay Stadium, Port Elizabeth (Poročilo) Gledalcev: 40.186 Sodnik: Juiči Nišimura (Japonska) |

| 2. julij 2010 20:30 | Urugvaj    | 1 – 1 (pod.) | Gana          | Soccer City, Johannesburg (Poročilo) Gledalcev: 84.017 Sodnik: Olegário Benquerença (Portugalska) |
| 2. julij 2010 20:30 | Forlán 55' |              | Muntari 45+2' | Soccer City, Johannesburg (Poročilo) Gledalcev: 84.017 Sodnik: Olegário Benquerença (Portugalska) |

|                                       |                 |                            |  |
|                                       | Kazenski streli |                            |  |
| Forlán Victorino Scotti Pereira Abreu | 4 – 2           | Gyan Appiah Mensah Adiyiah |  |

| 3. julij 2010 16:00 | Argentina | 0 – 4                                  | Nemčija | Cape Town Stadium, Cape Town (Poročilo) Gledalcev: 64.100 Sodnik: Ravšan Irmatov (Uzbekistan) |
| 3. julij 2010 16:00 |           | Müller 3' Klose 68', 89' Friedrich 74' |         | Cape Town Stadium, Cape Town (Poročilo) Gledalcev: 64.100 Sodnik: Ravšan Irmatov (Uzbekistan) |

| 3. julij 2010 20:30 | Paragvaj | 0 – 1     | Španija | Ellis Park Stadium, Johannesburg (Poročilo) Gledalcev: 55.359 Sodnik: Carlos Batres (Gvatemala) |
| 3. julij 2010 20:30 |          | Villa 83' |         | Ellis Park Stadium, Johannesburg (Poročilo) Gledalcev: 55.359 Sodnik: Carlos Batres (Gvatemala) |

#### Polfinale
| 6. julij 2010 20:30 | Urugvaj                     | 2 – 3 | Nizozemska                                  | Cape Town Stadium, Cape Town (Poročilo) Gledalcev: 62.479 Sodnik: Ravšan Irmatov (Uzbekistan) |
| 6. julij 2010 20:30 | Forlán 41' M. Pereira 90+2' |       | van Bronckhorst 18' Sneijder 70' Robben 73' | Cape Town Stadium, Cape Town (Poročilo) Gledalcev: 62.479 Sodnik: Ravšan Irmatov (Uzbekistan) |

| 7. julij 2010 20:30 | Nemčija | 0 – 1     | Španija | Moses Mabhida Stadium, Durban (Poročilo) Gledalcev: 60.960 Sodnik: Viktor Kassai (Madžarska) |
| 7. julij 2010 20:30 |         | Puyol 73' |         | Moses Mabhida Stadium, Durban (Poročilo) Gledalcev: 60.960 Sodnik: Viktor Kassai (Madžarska) |

#### Tekma za tretje mesto
| 10. julij 2010 20:30 | Urugvaj               | 2 – 3 | Nemčija                           | Nelson Mandela Bay Stadium, Port Elizabeth (Poročilo) Gledalcev: 36.254 Sodnik: Benito Archundia (Mehika) |
| 10. julij 2010 20:30 | Cavani 28' Forlán 51' |       | Müller 19' Jansen 56' Khedira 82' | Nelson Mandela Bay Stadium, Port Elizabeth (Poročilo) Gledalcev: 36.254 Sodnik: Benito Archundia (Mehika) |

#### Finale
| 11. julij 2010 20:30 | Nizozemska | 0 – 1 (pod.) | Španija | Soccer City, Johannesburg (Poročilo) Gledalcev: 84.490 Sodnik: Howard Webb (Anglija) |
| 11. julij 2010 20:30 |            | Iniesta 116' |         | Soccer City, Johannesburg (Poročilo) Gledalcev: 84.490 Sodnik: Howard Webb (Anglija) |